# Microdon fuscipennis
Microdon fuscipennis är en tvåvingeart som först beskrevs av Macquart 1834.  Microdon fuscipennis ingår i släktet myrblomflugor, och familjen blomflugor. Inga underarter finns listade i Catalogue of Life.